# Хесуїта

Хесуїта в Латинській Америці

Хесуїта (ісп. jesuita) — десерт поширений в різних країнах, назва пов'язана з християнським орденом єзуїтів.
В Аргентині — це тістечко, виготовлене з солодкого листкового тіста вкрите гратеном з сиром та іноді шинкою. У Португалії, на півночі Іспанії та на півдні Франції цей десерт також виготовляють із солодкого листкового тіста, але замість шинки та сиру додають пелюстки з мигдалю.

## Історія
У XIX столітті у Німеччині готували маленькі тістечка під назвою нім. jesuitermützen («єзуїтські капелюхи»), «тістечка, про які нічого не розповідається, крім того, що вони імітували форму головного убору єзуїтів».

## Регіональні варіанти

### В Америці
В Аргентині хесуїта або франсезіто (ісп. jesuíta, francesito) — це маленьке тістечко з листкового тіста прямокутної форми (не більше 10 см), запечене зі шматочком сиру зверху, а в деяких випадках також з шинкою.
Серед аргентинського народу існує поширена думка, що цей десерт був завезений з Європи Товариством Ісуса і що саме звідси походить його ім'я. Однак його походження залишається невідомим, і невстановлено, чи десерт походить від однойменного європейського десерту, чи був створений на американській землі. Також невідомо, чи був він створений єзуїтами, чи назва була дана через схожість десерту з капелюхом єзуїтів (у європейській версії тістечка). Ймовірно, це було поєднання випічки, привезеної європейцями та андської гастрономії.
Десерт є типовим для північного заходу Аргентини, тобто провінцій Тукуман, Сальта та Сантьяго-дель-Естеро, хоча він набув популярності й в решті країни.
Десерт є популярним і в Уругваї також. В уругвайському варіанті тістечко може бути вкрите шаром безе.

### В Іспанії та Франції
Виниклий у Бордо, Франція, жезуїт (фр. jésuite, /ʒezɥit/) — це невелике трикутне тістечко з листкового тіста, глазуроване і наповнене франжипаном. Назва, ймовірно, походить від того факту, що спочатку ці тістечка покривалися праліне або шоколадною глазур'ю, роблячи їх подібними до капелюха з піднятими полями, як у єзуїтів.
В Іспанії вони відомі в основному в країні Басків та Кастилії і Леон.

### В Португалії
Тістечка хесуїта (порт. jesuíta) відомі на півночі Португалії, в районі Порто. Їх появу у регіоні пов'язують з кондитерською Pastelaria Confeitaria Moura у місті Санто-Тірсо, що за пів години від Порто. Їх рецепт привіз пекар з Більбао, який був найнятий цією кондитерською в 1892 році і з того часу вони виготовляються за баскським рецептом: листкове тісто, наповнене «ангельським волоссям» (ісп. cabello de ángel, джем з гарбуза, що має нитчасту текстуру) або кондитерським кремом, покрите пелюстками мигдалю і сиропом.